# CampusFM
CampusFM est une station de radio de l'université de Duisbourg et Essen.

## Histoire
En 2000, l'association CampusFM - das Essener Hochschulradio e.V. est créée. Elle se compose de membres institutionnels, dont l'université d'Essen, la Folkwang Universität, ainsi que des individus (étudiants et personnel universitaire). En 2001, CampusFM reçoit une licence d'émettre sous le nom d'Uniradio Essen et produit ses programmes dans les locaux de Radio Essen. À la suite de la fusion des universités de Duisbourg et d'Essen en 2003, le radio prend le nom de RadioDue. En octobre 2005, elle émet sur Essen pour la première fois sur la fréquence 105.6 MHz.
Le 31 mars 2008, elle se rebaptise CampusFM, car l'université de Duisbourg et Essen utilise l'acronyme d'UDE et non DUE. Le 1er octobre 2008, elle émet sur Duisbourg sur la fréquence 104.5 MHz.

### Source de la traduction
- (de) Cet article est partiellement ou en totalité issu de l’article de Wikipédia en allemand intitulé « CampusFM » (voir la liste des auteurs).